# Ernst Otterbach
Ernst Otterbach (* 26. Juni 1920) ist ein ehemaliger deutscher Fußballspieler.

## Laufbahn
Ernst Otterbach, der zumeist auf der Position des rechten oder mittleren Läufers spielte, begann seine Karriere beim SC Hedelfingen, ehe er von 1942 bis 1944 mit dem VfB Stuttgart in der Gauliga Württemberg antrat und dabei in der Saison 1942/43 durch den Zweiten Weltkrieg bedingt, auch beim FC Mulhouse als Gastspieler aktiv war. Nach dem Krieg spielte er von 1945 bis 1947 für den Stadtrivalen Stuttgarter Kickers in der Fußball-Oberliga Süd. Mit den Mannschaftskameraden Edmund Conen, Helmut Jahn, Siegfried Kronenbitter, Reinhard Schaletzki, Helmut Schmeißer und Albert Sing erreichte er in der Saison 1946/47 den siebten Platz, einen Punkt hinter dem VfB. Otterbach absolvierte 29 Oberligaspiele mit vier Toren für die Kickers.
Ab der Runde 1948/49 war er wieder in Bad Cannstatt beim VfB Stuttgart aktiv. Mit der Mannschaft von Trainer Georg Wurzer kam er in der Oberliga Süd 1950 zur Vizemeisterschaft und gehörte 1952 dem Südmeister an. In der Endrunde um die deutsche Fußballmeisterschaft 1950 gehörte Otterbach in allen vier Partien – einschließlich des siegreichen Finals am 25. Juni in Berlin gegen den Süddritten Kickers Offenbach – der Defensivabteilung des VfB an, die von Trainer Wurzer immer in der Formation mit Otto Schmid, Erich Retter, Richard Steimle, Otterbach, Josef Ledl und Karl Barufka nominiert worden war.
Im Jahre 1951 wurde er zusammen mit der Mannschaft des VfB mit dem Silbernen Lorbeerblatt ausgezeichnet.
Beim Titelgewinn 1952 im Süden war er aber nur noch zweimal zum Einsatz gekommen. Am 31. März 1952 bestritt er als rechter Läufer bei der 0:1-Auswärtsniederlage beim SV Waldhof Mannheim sein letztes Oberligaspiel. Durch seinen Endrundeneinsatz am 2. Juni 1952 bei der 2:3-Niederlage bei Rot-Weiss Essen wurde er auch 1952 mit dem VfB Deutscher Meister. Für den VfB Stuttgart absolvierte Ernst Otterbach von 1948 bis 1952 in der Oberliga Süd 77 Spiele und erzielte neun Tore.
Sein Bruder Otto Otterbach war ebenfalls Fußballspieler bei den Stuttgarter Kickers.